# Tyrannosaurus
Tyrannosaurus (nylatin för "tyrannödla") är ett släkte stora köttätande dinosaurier som tros ha levt i slutet av kritaperioden för cirka 68 till 65,5 miljoner år sedan. Den enda enhälligt accepterade arten i släktet är typarten Tyrannosaurus rex (nylatin för "kung tyrannödla"), förkortat T. rex, vars fossiler påträffats i Nordamerika. Flera fossilfynd har bland annat gjorts i Alberta, Montana, Utah och New Mexico. Några forskare har genom åren velat räkna närbesläktade dinosaurier som Daspletosaurus (Nordamerika) och Tarbosaurus (Östasien) som arter inom släktet tyrannosaurus, men det är inte allmänt accepterat.
Tyrannosaurus rex beskrevs och namngavs av Henry Fairfield Osborn 1905 och är traditionellt erkänd som den mest kända dinosaurien genom historien. Den är det största kända köttätande djur som någonsin levt på land, men efter dess upptäckt har det emellertid påträffats flera theropoder som föreslagits utmana djuret i storlek, bland annat Spinosaurus, Giganotosaurus och Carcharodontosaurus.

## OmTyrannosaurus
Tyrannosaurus var ett mycket stort djur. De två största kända skeletten mäter 13 respektive 12,8 meter från nos till svansspets och är ungefär 4 meter höga. Den beräknade kroppsvikten varierar avsevärt, från 4,5 ton upp till 7,2 ton eller mer. Det största påträffade skelettet uppskattades 2019 ha tillhört ett djur som vägde nära 9 ton.

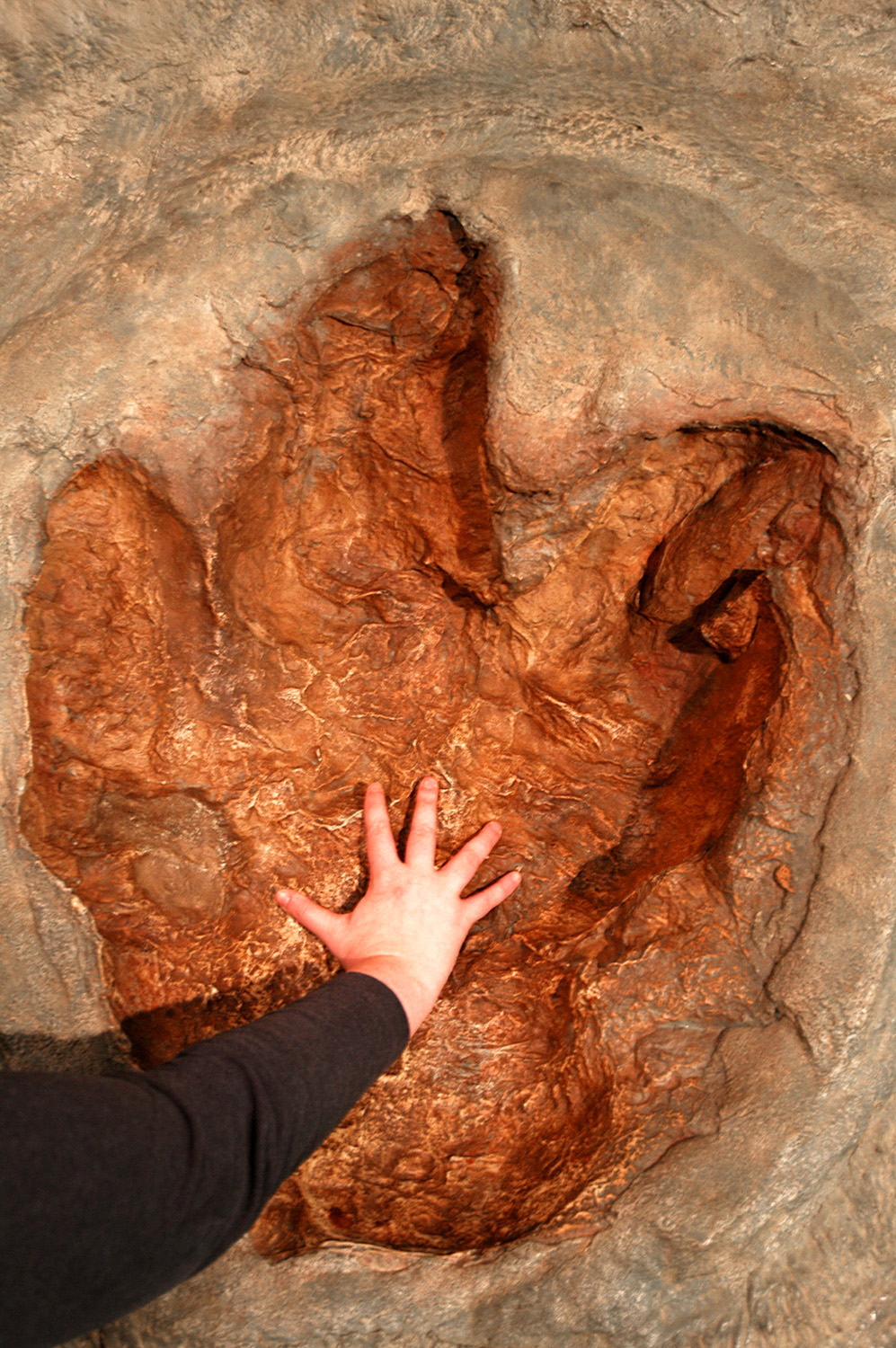
Fossilerat fotavtryck av Tyrannosaurus.

Tyrannosaurus hade en kroppsbyggnad gemensam med andra Tyrannosaurider; den gick uteslutande på bakbenen, som var långa och kraftiga. Kroppen var kraftigt byggd och balanserades av den styva svansen, som dock var relativt kort jämfört med andra stora theropoder (som Allosaurus). Halsen var kort, S-formad och kraftig för att bära upp det massiva huvudet och käkarna. Liksom andra Tyrannosaurider hade Tyrannosaurus oproportionerligt små framben, som bara hade två brukbara fingrar. Frambenen förefaller dock ha varit mycket muskulösa för sin ringa storlek, och det finns många teorier om att de kan ha fyllt någon funktion.
Tyrannosaurus hade en mycket stor skalle som var upp till cirka 1,5 meter lång. Ögonhålorna satt högt placerade på huvudet och var riktade framåt. Det tyder på att Tyrannosaurus hade binokulärt seende, vilket är till stor fördel för ett rovdjur. Munnen var fylld med ett 60-tal stora, sågtandade tänder som kunde bli upp till 15 cm långa, och de byttes successivt ut allteftersom de slets ut, i likhet med dagens krokodiler. Till skillnad från flera andra theropoder var tyrannosaurider heterodonta, vilket innebär att de hade olika storlek och form på tänderna beroende på var de befann sig i munhålan; framtänderna var mindre och flatare än tänderna längre bak, som var grövre och satt tätare. Tyrannosaurider uppvisar mycket kraftigare käkar och tänder än andra theropoder, vilket gjorde att de kunde åstadkomma kraftigare bett och krossa stora ben. Bettstyrkan hos en Tyrannosaurus uppskattas ha varit upp till 57 000 newton eller motsvarande 5 800 kg. Inget annat landlevande djur har ett så starkt bett. Djurets tungben var kort och dess tunga var fäst i munnens botten, vilket sannolikt innebar att tungan var förhållandevis kort och oflexibel. Forskare tror att Tyrannosaurus, i likhet med dagens alligatorer och krokodiler, inte behövde tugga sin föda i särskild hög utsträckning och att den därför inte behövde en särskilt lång och rörlig tunga.
Enligt en studie som publicerades 2022 var Tyrannosaurus med stor sannolikhet varmblodig.

### Framben

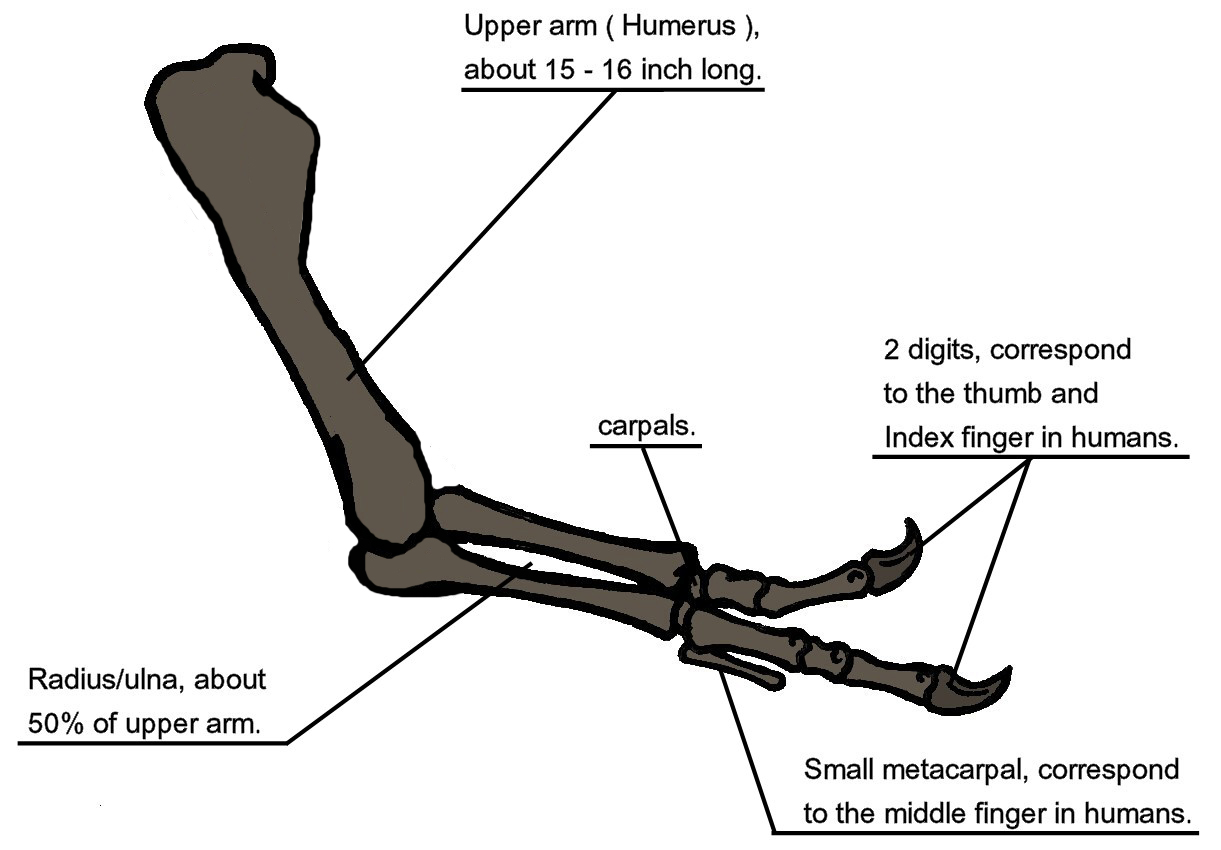
Illustration av Tyrannosaurus framben.

Tyrannosaurus framben var omkring 1 meter långa och är små i förhållande till kroppen. Överarmen hade väldigt begränsad rörlighet och kunde bara böjas ungefär 40 grader. Underarmsbenen (radius och ulna) är betydligt kortare än överarmsbenet. Händerna har bara två kloförsedda fingrar var, även om man har påträffat ett tredje mellanhandsben på några skelett. Handflatorna var sannolikt riktade mot varandra, även om forskning tyder på att djuret kunde vrida på händerna.
I början av 1900-talet visste man mycket lite om Tyrannosaurus framben. Från holotypen återstod bara ett överarmsben, som undersöktes av Osborn när han beskrev släktet Tyrannosaurus 1905. Eftersom man då inte visste något om tyrannosauriders framben, var Osborn kritisk till att man tillförde överarmsbenet till det stora djuret. De första någorlunda kompletta frambenen efter Tyrannosaurus upptäcktes först 1988, när man upptäckte det välbevarade skelettet "Wankelrex". Sedan dess har man påträffat några andra skelett som i någon mån haft frambenen bevarade.
Genom åren har det diskuterats varför Tyrannosaurus framben var så små, och om de kan ha använts till någonting. Några forskare har avfärdat frambenen som rudimentära organ utan någon funktion. Det är dock möjligt att frambenen kan ha använts till någonting. Benpiporna i frambenen är mycket tjocka, vilket tyder på att de kan ha varit gjorda för att tåla belastning. De har också välutvecklade muskelfästen, som visar att frambenen var mycket kraftfulla för sin storlek. Osborn lade fram en teori om att djuren använde frambenen för att hålla i varandra under parningen. En annan teori är att frambenen användes för att ta stöd när Tyrannosaurus reste sig efter att ha legat ned. Några forskare har hävdat att läkta frakturer i frambenen på vissa skelett visar att frambenen kunde brytas, och därför inte var lämpade att användas på det sättet, medan andra hävdar att upprepad läkning av frakturer tvärtom stödjer teorin att frambenen användes så. Carpenter och Smith har föreslagit att de små muskulösa frambenen kan ha använts till att hålla bytesdjur.

### Fjädrar

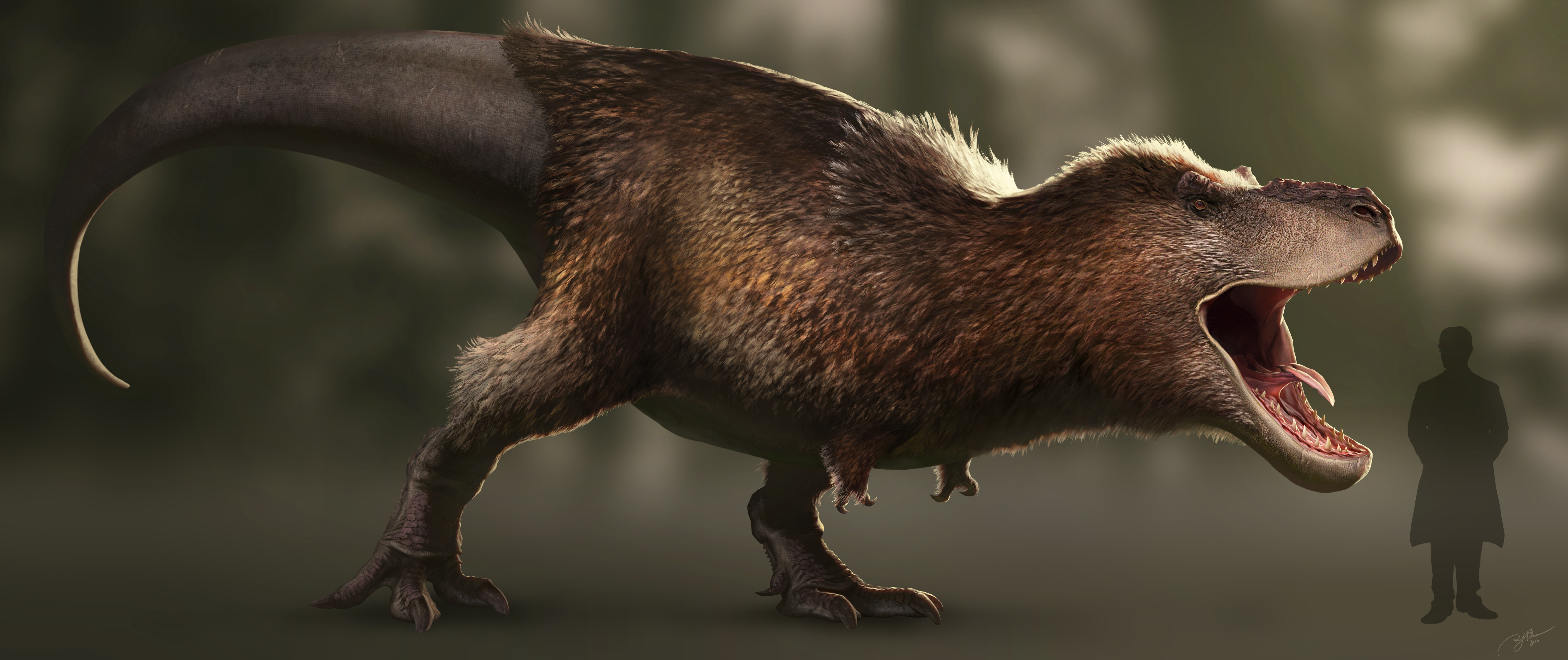
En rekonstruktion av en befjädrad Tyrannosaurus. Illustrationen utgår även från teorin att Tyrannosaurus hade ett slags läppar, som gjorde att tänderna var mindre synliga än vad som annars är vanligt förekommande vid rekonstruktioner.

Inom paleontologiska kretsar är det omtvistat om Tyrannosaurus var befjädrad eller inte, även om de senaste forskningsrönen inte ger stöd för teorin att den hade fjädrar.
Sedan 1990-talet har forskare hittat flera fossil efter köttätande dinosaurier som verkar ha haft kroppen täckt med fjäderliknande utväxter, som bland annat tagits som stöd för teorin att fåglar och dinosaurier är nära släkt med varandra. 2004 beskrevs den befjädrade dinosaurien Dilong paradoxus som en basal tyrannosauroid, och den utgjorde det första fossila beviset för att tyrannosauroider haft fjädrar. Fjädrar har också påträffats hos senare och större tyrannosauroider. Släktet Yutyrannus, en primitivare tyrannosauroid, är ett exempel på en stor theropod som mycket väl kan ha varit fullt befjädrad.
Fossila hudavtryck från en vuxen Tyrannosaurus från Montana visar emellertid fjälligt skinn utan tecken på fjädrar. En undersökning genomförd 2017 på hudavtryck från diverse tyrannosaurider (inklusive Tyrannosaurus-exemplaret "Wyrex", BHI 6230) fann inga belägg för befjädring, utan avtrycken utgjordes uteslutande av fjäll. Skribenterna av studien föreslog att större tyrannosaurider var fjälliga, även om det inte med säkerhet kan uteslutas att de hade fjädrar längs ryggen eftersom det är ett område som saknar kända hudavtryck. Fjällen som hittats på hudavtrycken är mycket små för ett djur av Tyrannosaurus storlek och mycket olika dem från andra theropoder. De kan därför möjligen utgöra fjädrar som tillbakautvecklats till fjäll, likt den evolutionära historien bakom de fjäll som förekommer på vissa fåglars fötter.

### Läppar
Det är oklart om Tyrannosaurus hade någon form av läppliknande skydd för tänderna eller inte, som mer eller mindre täckte djurets tänder och som gjorde att munnen kunde förslutas. Tänderna hos en Tyrannosaurus skyddades precis som hos andra theropoder av emalj, som i sin tur behöver hållas fuktig för att inte förstöras. Läppar gör att tänderna kan hållas fuktiga genom tillförsel av saliv. Det enda kända djuret med emaljerade tänder som saknar läppar är krokodilen, vars tänder ändå hålls fuktiga eftersom krokodilen är vattenlevande. Därför har det föreslagits att Tyrannosaurus sannolikt hade någon form av läppar för att skydda tänderna. Även strukturen i överkäken har av vissa tolkats som att Tyrannosaurus med stor sannolikhet hade någon form av fjälligt skinn som täckte tänderna.
Forskare som studerat käkstrukturen hos den nära släktingen D. horneri har emellertid dragit slutsatsen att Tyrannosaurus mun snarare påminde om den hos krokodiler. Enligt samma forskare finns inget som tyder på att djuret hade något som liknade läppar. Delar av slutsatserna i studien har kritiserats, med avseende på liknelsen till krokodiler. En kritik är att krokodiler saknar fjäll kring munnen, medan jämförelsen i studien utgår från att krokodiler hade fjäll. Om Tyrannosaurus tänders emalj inte återfuktades innebar det att djuret i stället var helt beroende av att byta ut tänderna flera gånger under sin livstid, vilket är något som Tyrannosaurus visserligen hade förmågan att göra. Tänderna hos större theropoder som Tyrannosaurus byttes emellertid ut i en förhållandevis långsam takt och sannolikt tog det över två år för en tand att växa ut hos djuret.

## Taxonomi
Tyrannosaurus tillhörde överfamiljen Tyrannosauroidea och familjen Tyrannosauridae, som dominerade under slutet av kritaperioden för 80–65 miljoner år sedan. Tyrannosaurus tillhörde underfamiljen Tyrannosaurinae, och var närmare släkt med Daspletosaurus och Tarbosaurus än med exempelvis Gorgosaurus och Albertosaurus. Enligt nyare forskningsrön var Tyrannosaurus, liksom alla andra Tyrannosaurider, inte en carnosaurie, utan tillhörde gruppen coelurosauria. Det skulle i så fall kunna betyda att dagens fåglar är nära släkt med Tyrannosaurus. Våren 2008 presenterade ett amerikanskt forskarteam det hittills starkaste beviset på det nära släktskapet mellan coelurosaurier och moderna fåglar. Man jämförde proteiner från ett 68 miljoner år gammalt fossil efter Tyrannosaurus med motsvarande proteiner från flera olika fågelarter och nu levande kräldjur, som till exempel krokodiler. Jämförelsen visade enligt foskarteamet att Tyrannosaurus är mycket närmare släkt med hönor än med krokodiler.
Sedan släktet Tyrannosaurus etablerades 1905 har det funnits delade meningar om hur många arter som skall räknas till släktet utöver typarten T. rex. Genom åren har somliga forskare menat att närstående släkten såsom exempelvis Tarbosaurus och Daspletosaurus skulle kunna betraktas som synonymer till Tyrannosaurus. Omvänt har en del fossil som först betraktats som lämningar efter Tyrannosaurus sedermera klassificerats som egna släkten (exempelvis Zhuchengtyrannus).
2022 föreslog en forskargrupp ledd av Gregory Paul att en del Tyrannosaurus-fossil som tidigare brukat räknas till typarten T. rex egentligen utgjorde tre olika arter: typarten T. rex och två tidigare okända arter, som fick namnen T. imperiator ("tyrannödlornas kejsare") och T. regina ("tyrannödlornas drottning"). Enligt studien är T. imperiator en något äldre art och kännetecknas av ett robust skelett med en liten "framtand" längst fram i varje underkäkshalva, medan arterna T. rex och T. regina är yngre arter som hade två små ”framtänder” i varje underkäkshalva. I likhet med T. imperiator kännetecknas T. rex av ett robust skelett, medan T. regina kännetecknas av ett mer gracilt skelett. T. rex och T. regina ansågs ha levt sida vid sida och kanske ha specialiserat sig på olika bytesdjur. Slutsatserna från Pauls forskargrupp möttes med skepticism från flera andra forskare, som ansåg att underlaget för att dela upp Tyrannosaurus i tre olika arter var otillräckligt och drog slutsatsen att det tills vidare är säkrast att fortsätta betrakta T. rex som den enda giltiga arten.

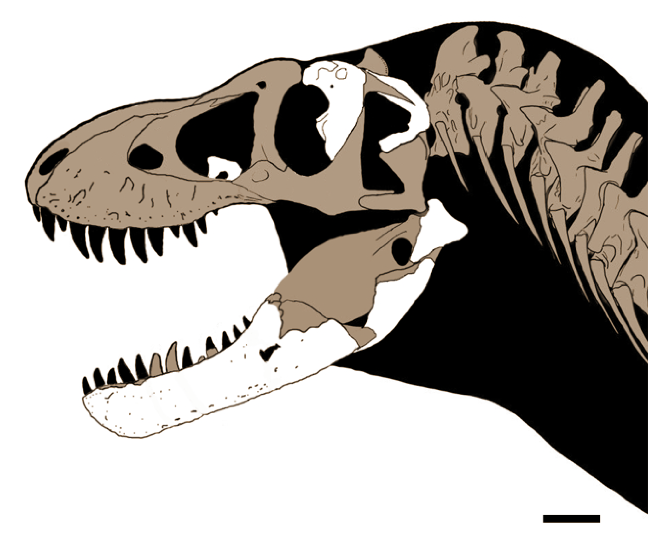
Schematisk illustration som visar kända delar av skallen från T. mcraeensis.

2024 föreslogs ytterligare en art, T. mcraeensis ("tyrannödla från McRae"), baserad på delar av en skalle (NMMNH P-3698) från New Mexico som tidigare betraktats som T. rex på grund av sin storlek och att berglagret som den hittades i troddes ha bildats i slutet på kritaperiodens slutstadium (Maastricht) när T. rex levde. Undersökningar av berglagret har emellertid börjat tyda på att det är äldre än så och ha bildats för omkring 70 milj. år sedan, vilket är äldre än något känt exemplar av T. rex. Dessutom saknar NMMNH P-3698 vissa drag som kännetecknar T. rex. Detta är ytterligare stöd för slutsatsen att T. mcraeensis är en egen art.

## Fossila fynd

### Upptäckt och namngivning
Det första kända fossila fyndet som idag kan tillskrivas släktet Tyrannosaurus hittades i South Dakota under ledning av Edward Cope, år 1892. Han hittade ett par ryggkotor, som beskrevs under namnet Manospondylus gigas ("Stor, porös ryggkota").
Några år senare, 1900, ledde Barnum Brown en expedition till Wyoming, där man hittade ett inkomplett skelett efter en stor rovdinosaurie, och 1902 hittade Brown ett liknande fossil i Montana. Båda dessa fossil beskrevs av Osborn 1905 som två olika släkten och arter, Tyrannosaurus rex och Dynamosaurus imperiosus ("Kraftfull, kejserlig ödla"). Året efter, 1906, insåg Osborn att de båda skeletten i själva verket tillhörde samma släkte, och strök namnet Dynamosaurus.
Sommaren 2005 ledde Black Hills Institute en expedition den utgrävningsplats där Cope hade hittat fyndet som beskrivits som Manospondylus. Man gjorde då fler fynd som sannolikt hörde ihop med Copes fossil, vilket innebär att Manospondylus och Tyrannosaurus är samma dinosaurie. I enlighet med ICZN:s namngivningsregler som gäller när man ger dinosaurier vetenskapliga namn ska det namn som myntades först bli gällande, om det senare visar sig att två olika namn i själva verket är synonymer till varandra. I enlighet med denna regel skulle namnet Tyrannosaurus bytas ut till Manospondylus. Samma år gjordes emellertid ändringar i namngivningsreglerna som innebar att det senare namnet fortfarande får användas, om det ursprungliga namnet myntades innan 1899 och om andra namn (i detta fall Tyrannosaurus) har använts tillräckligt mycket inom forskningen. I enlighet med dessa regler består Tyrannosaurus därför som ett giltigt namn tillsammans med Manospondylus.
Barnum Brown hittade totalt fem skelett av Tyrannosaurus under sin tid som paleontolog. Under mitten av 1900-talet var AMNH 5027 den mest framträdande. Under 1980-talet började man dock hitta mer kompletta fossil, bland annat efter skelettet som kallas "Stan". 1988 hittade man även den första kompletta armen efter Tyrannosaurus, när man upptäckte MOR 555 ("Wankel rex"). 1990 hittades ett av de mest kompletta skeletten, "Sue", och senare har även juvenila och subadulta djur hittats ("Jane" och "Tinker").

## Livscykel

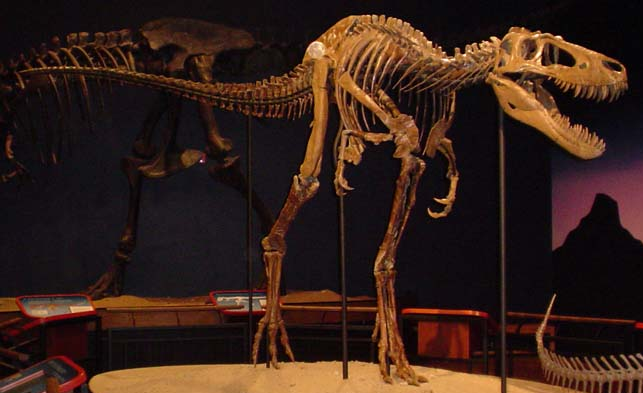
Skelettet av "Jane", en ung Tyrannosaurus som beräknas ha blivit cirka 11 år gammal. Vissa forskare tror dock att "Jane" tillhör släktet Nanotyrannus.

Eftersom forskarna känner till så många skelett efter Tyrannosaurus och dess nära släktingar har man fått mycket värdefull information om hur djuren kan ha levt. Detta inkluderar hur de kan ha närt sig, möjlig social struktur, växttakt och sjukdomar.

### Växttakt

Diagram som visar växtkurvan hos Tyrannosaurus och närbesläktade dinosaurier.

2004 presenterades en forskningsrapport om att man kartlagt växtkurvan hos Tyrannosaurus och några av dess närmsta släktingar. Genom att jämföra sju olika skelett efter Tyrannosaurus kom forskarna fram till att djuren växte i en S-liknande kurva. Vid 14 års ålder beräknas en Tyrannosaurus ha vägt upp till 1 800 kg, varefter tillväxten pågick som mest vid 14–16 års ålder, då vikten kunde öka med nästan 1,9 kg/dag, eller ungefär 600 kg/år. Därefter avstannade växten vid cirka 18 års ålder. Att könsmognaden inträtt vid den åldern stöds också av upptäckten av medullär bensubstans i Tyrannosaurus-skelettet MOR 1125 ("B-rex"), som har beräknats ha dött cirka 18 år gammal. Medullär bensubstans påträffas hos hondjur bland olika fågelarter då de ska lägga ägg, och upptäckten av detta hos Tyrannosaurus verkar också som stöd för teorin att fåglar och dinosaurier är släkt. Undersökningar visade också att exemplaret FMNH PR 2081 ("Sue") nådde sin fulla storlek vid 19 års ålder och dog cirka 28 år gammal. Det betraktas vara den ungefärliga högsta möjliga åldern för en Tyrannosaurus.

### Paleopatologi

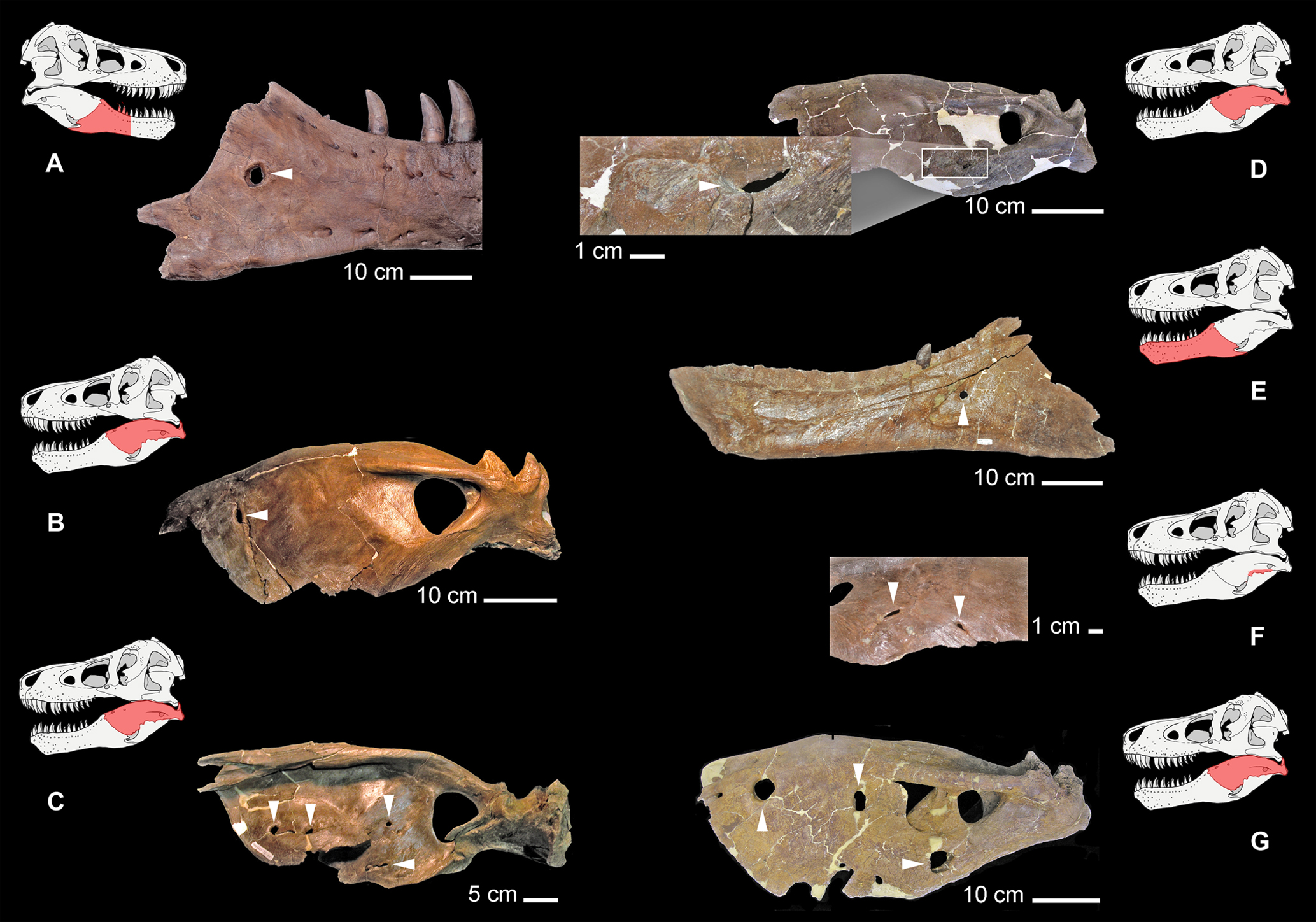
Bilder av käke från Tyrannosaurus med hål.

Många skelett efter Tyrannosaurus och närbesläktade dinosaurier uppvisar flera spår efter läkta benbrott, frakturer och bitskador. Forskare har tolkat detta som skador som uppkommit i samband jakt och interaktioner med artfränder.
Många skelett efter Tyrannosaurus och närbesläktade dinosaurier uppvisar små hål i underkäken, som forskare har försökt förklara på olika sätt. En hypotes har gått ut på att sådana hål orsakats av parasiten Trichomonas, som även angriper nutida fåglar. Forskare spekulerade att Trichomonas spreds hos Tyrannosaurus via närkontakt med artfränder eller konsumtion av kadaver och ibland åstadkom så pass svåra infektioner att Tyrannosaurus blev oförmögen att äta och dog av svält. Andra forskare ifrågasätter den hypotesen och tror att hål i underkäken istället är bitskador efter strider med artfränder.

## Födostrategi: rovdjur eller asätare
Tyrannosaurus har ofta framställts som en predator, både inom forskning och i populärkulturen. En minoritet forskare har genom åren ifrågasatt den bilden, och har istället ansett att Tyrannosaurus och deras närmaste släktingar av olika skäl måste ha varit asätare. Bilden av Tyrannosaurus som renodlad asätare har på senare förespråkats mest av Jack Horner, som menat att det inte finns bevis för att Tyrannosaurus jagade, men andra forskare anser idag att ett så stort rovdjur som Tyrannosaurus inte kan ha försörjt sig enbart på att äta as. De flesta forskare ser till möjligheten att Tyrannosaurus kan levt både av att döda egna byten och levde på as när tillfälle gavs likt många av dagens rovdjur.
Man har även funnit fossil som tyder på att Tyrannosaurus var en kannibal som dödade och åt fientliga artfränder.

### Hastighet
Det är omöjligt att exakt veta hur snabbt Tyrannosaurus rörde sig, även om senare forskning kunnat visa vilka hastigheter som djuret inte kunde överskrida till följd av fysiska begränsningar. Forskare som förespråkar teorin att Tyrannosaurus var asätare har ansett att djurets kroppsbyggnad knappast är lämplig för en smidig jägare. Tyrannosaurus tunga kropp skulle göra det svårt för den att röra sig snabbt, och vissa studier har hävdat att om Tyrannosaurus rörde sig i alltför höga hastigheter skulle den riskera att falla omkull och troligtvis slå ihjäl sig. Horner har bland annat ansett att Tyrannosaurus små framben då inte skulle räcka till för att mildra det tunga fallet, och att den därför skulle röra sig långsamt. Att Tyrannosaurus kan ha riskerat att slå ihjäl sig om den föll omkull betyder dock inte att den aldrig rörde sig i högre hastigheter; dagens giraffer kan springa ganska fort, trots att de riskerar att skada sig allvarligt om de faller. Det anses dock ha varit omöjligt för Tyrannosaurus att uppnå hastigheter på 70 km/h, eftersom den i så fall skulle ha behövt upp till 85 % av kroppens muskelmassa i bakbenen, vilket är fysiskt omöjligt. I en studie från 2017 tog forskare vid University of Manchester hjälp av datorsimuleringar, som visade att muskelmassan sannolikt inte var den begränsande faktorn i praktiken. I stället visade simuleringarna att skelettbenens styrka endast tillät hastigheter kring 19 km/h och att högre hastigheter hade resulterat i benbrott. Beräkningarna är en nedskrivning jämfört med tidigare uppskattningar från samma universitet som gjordes 2007, som tydde på att en 6 ton tung Tyrannosaurus skulle ha kunnat ta sig fram i cirka 29 km/h, vilket är jämförbart med löpare i idrott.
Horner och Lessem har menat att Tyrannosaurus inte kan ha varit en snabb löpare, på grund av bakbenens proportioner. Snabbt springande djur har ofta längre skenben än lårben, men hos Tyrannosaurus
är lårbenet längre än skenbenet, som Horner anser visar att Tyrannosaurus inte kunde röra sig särskilt snabbt. Det har jämförts med Tyrannosaurus släkting Daspletosaurus, som ofta hade ungefär lika långa lårben som skenben, något Horner tolkat som att Tyrannosaurus var mer anpassad för att vara asätare än Daspletosaurus. Holtz har invänt med att tyrannosaurider emellertid hade lång mellanfot, ett tecken på att de kan ha varit snabba. Dessutom har även hästar längre lårben än skenben, men de är trots det snabba djur.

### Sinnen

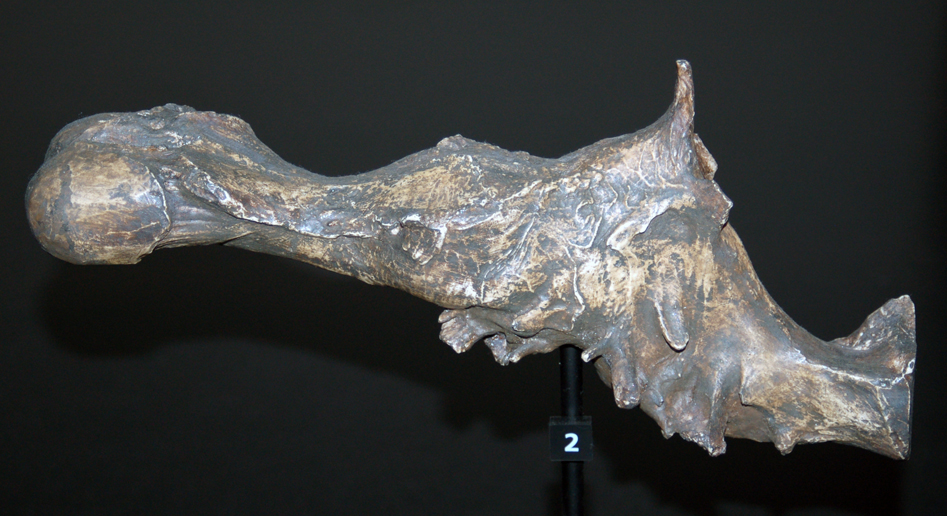
Avgjutning av Tyrannosaurus hjärna. Notera dess välutvecklade luktknöl (Bulbus olfactorius).

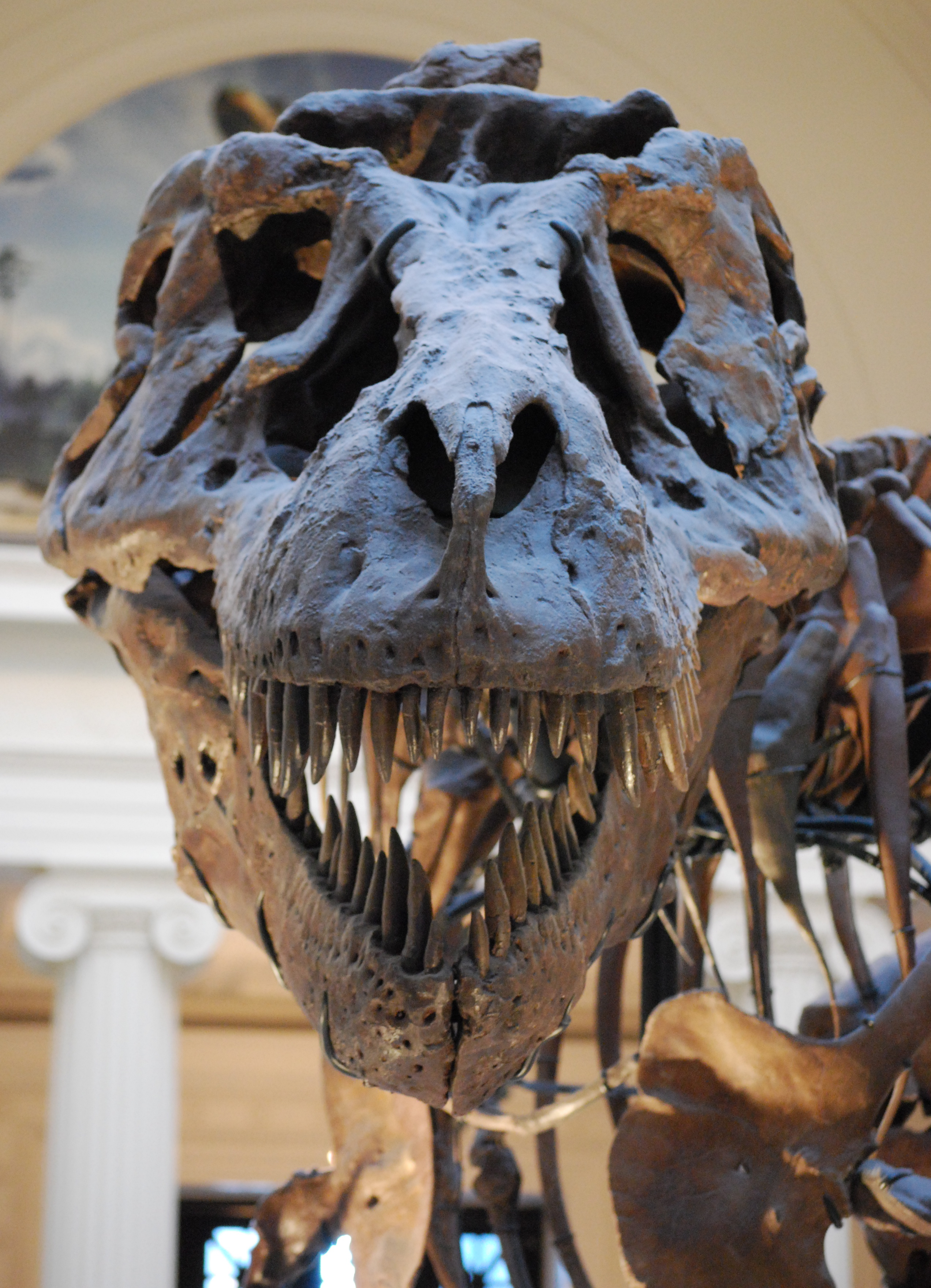
Skalle av Tyrannosaurus med framåtriktade ögonhålor, vilket är ett tecken på binokulär syn.

Tyrannosaurus sinnen har tolkats olika av forskare med olika åsikter. Horner har argumenterat för att Tyrannosaurus hade relativt små ögon, och förmodligen inte särskilt bra syn. Senare forskning antyder emellertid att djurets ögon var 13 cm i diameter. Enligt uppskattningar som Stephens gjorde 2006 kan Tyrannosaurus ha haft bättre syn än en örn. Att Tyrannosaurus ögon var riktade framåt har tagits som bevis för att den var predator, eftersom binokulärt seende indikerar en predator. Såvitt forskarna vet hade Tyrannosaurus ett av de bästa beräknade luktsinnena hos en dinosaurie, och det har tolkats både som bevis för livsstil som asätare och predator. 2006 upptäckte Lawrence Witmer genom röntgenfotograferingar av Tyrannosaurus skalle att både luktsinnet, synen, hörseln och balanssinnet var välutvecklat. Det välutvecklade balanssinnet gjorde den troligen mycket lättrörlig för sin storlek, vilket många forskare tolkar som bevis för att Tyrannosaurus var en sofistikerad predator.

### Bevis för predation

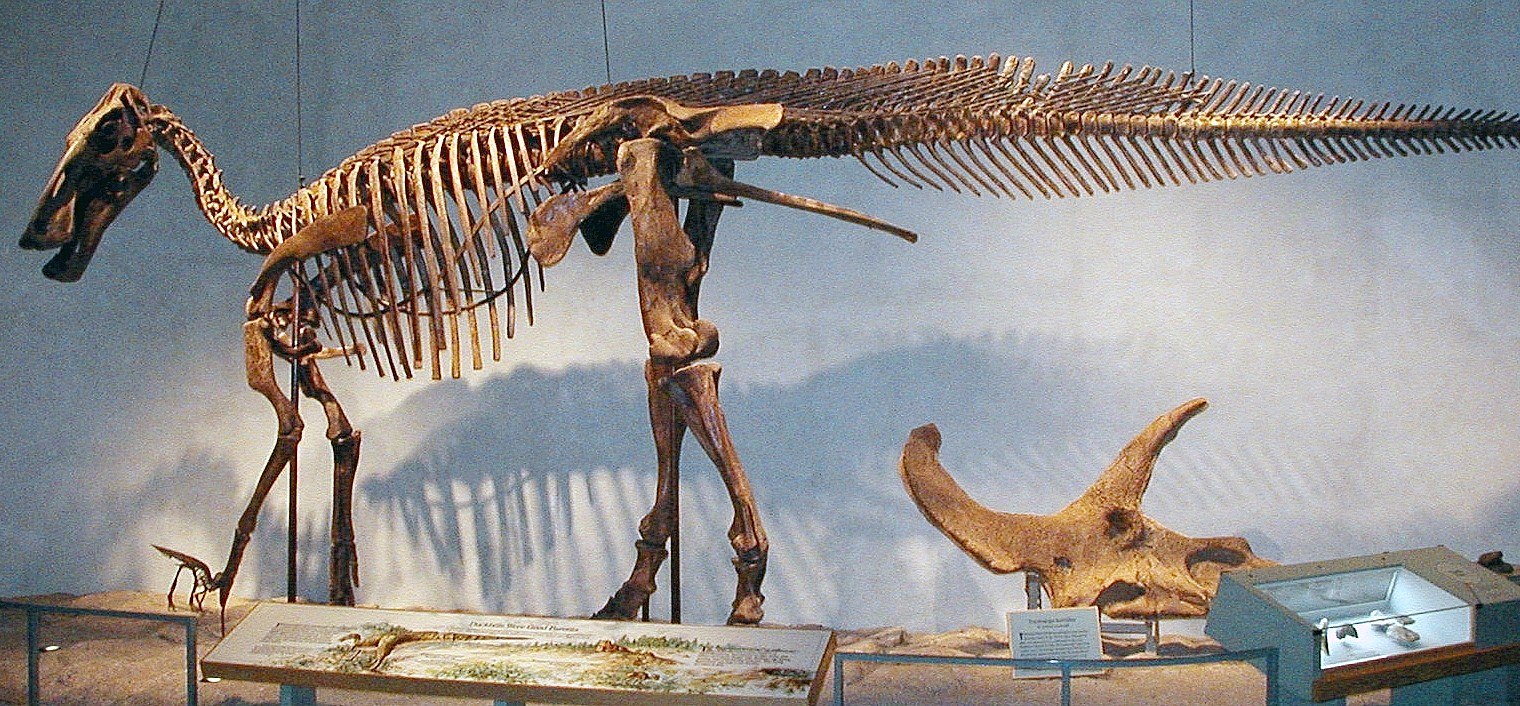
Skelett av Edmontosaurus med skada på svansen. Skelettet är utställt på Denver Museum of Nature and Science.

Några av de starkaste bevisen för att Tyrannosaurus jagade egna byten kommer från fossil efter de växtätande dinosaurier som utgjorde föda för Tyrannosaurus, framför allt hadrosaurider och ceratopsider. Kenneth Carpenter har dokumenterat ett skelett efter Edmontosaurus med vad som tolkats som en bitskada. Bitmärkena skulle kunna vara från en Tyrannosaurus, eftersom det är den enda kända samtida rovdinosaurien som skulle ha kunnat komma åt att bita i Edmontosaurus svans. Eftersom kotorna visar tecken på läkning måste Edmontosaurus ha attackerats när den fortfarande levde, men lyckades undkomma och levde så pass länge att skadan hann börja läka. 2013 beskrevs ett par fossila svanskotor från ytterligare en Edmontosaurus. De båda kotorna är sammanvuxna med extra benvävnad, och där påträffades en avbruten spets av en tand från Tyrannosaurus. Forskare har tolkat fyndet som att Tyrannosaurus förföljt Edmontosaurus och bet tag om dess svans, men förlorade greppet och bröt av en tand som sedan blev kvar i Edmontosaurus skelett när bitskadan läkte ihop.
John Happ har också beskrivit en bit av nackkragen från en Triceratops hittad i Montana, som uppvisar läkta märken efter en Tyrannosaurus tänder, även om man inte vet vilket av djuren som gick till attack först.

## Eventuellt flockbeteende
Det finns inga klara belägg för att Tyrannosaurus var ett flockdjur som till exempel många allosaurider. Vad som talar för den teorin är fynd från flera individer funna på en och samma plats (sådana fynd har även gjorts av den närbesläktade Albertosaurus). Forskning om eventuellt flockbeteende hos Tyrannosaurus har bland annat lett till teorier om att de använde attackmönster för att jaga sitt byte. Philip J. Currie att ungdjuren i en eventuell tyrannosaurusflock kan ha fyllt en särskild roll. Eftersom unga Tyrannosaurier förefaller ha varit bättre på att springa än vuxna djur kan de yngre i flocken ha fungerat som utkiksposter. När dessa upptäckte byten kan de ha jagat dessa och drivit dem tillbaka till de vuxna djuren, som dödade bytet. Dessa fossila benbäddar bevisar dock inte att djuren färdades i flock när de levde, bara att de dog på samma plats.

## Berömda skelett
Sedan Tyrannosaurus först beskrevs har ett 30-tal skelett hittats runtom i Nordamerika, många av dem i Hell Creek Formation. Vissa av dessa fynd av skelett har blivit mer kända än andra. Nedan följer några av de mest kända fossilen.
- Sue upptäcktes i South Dakota på sommaren år 1990. Fossilet hade en ålder på cirka 68 miljoner år, och fick sitt namn efter sin upptäckare (Sue Hendrickson), men könet hos skelettet är okänt (Man tror dock att det är från en hona). Fossilet efter Sue är 12,8 meter långt från nos till svans, och när hon levde vägde hon över 6 ton. Hon har läkta benbrott i både bröstkorgen (med bitar av tänder från en annan Tyrannosaurus inbäddade), och i båda bakbenen. Sue blev cirka 28 år gammal, och av fossiliserat maginnehåll att döma så var hennes sista mål Edmontosaurus. Vid utgrävningen av skelettet hittade man även fossil från två andra Tyrannosaurus, vilket kan betyda att Sue levde ett socialt liv. Skelettet är utställt på Field Museum of Natural History i Chicago.
- M. Gigas hittades redan 1892 i South Dakota och är därmed det tidigaste utgrävda skelettet som återfinns på en allmän utställning. M. Gigas tillhör American Museum of Natural History i New York.
- AMNH 5027 hittades 1908 och är ett av de mer kända skeletten. Fossilet återfinns hos American Museum of Natural History.
- Stan upptäcktes i South Dakota 1987 av Stan Sacrison. Fossilet Stan är cirka 12 meter långt, och tros vara en hane (på grund av den gracila kroppsformen). Stan visar en Tyrannosaurus hårda liv, bland annat genom ett läkt brott i nacken, som orsakats av en artfrände. Fossilet förvaras hos det privata företaget Black Hills Institute of Geological Research.
- Jane är en juvenil individ (som ibland har identifierats som en Nanotyrannus), som levde för cirka 66 miljoner år sedan. Jane dog vid 11 års ålder. Hon har längre armar i förhållande till kroppen än vuxna Tyrannosaurus, och smalare skalle. Detta var möjligtvis kännetecken hos ungdjur av arten. Jane tillhör Burpee Museum of Natural History i Rockford, Illinois.
- Scotty upptäcktes redan 1991, men utgrävningen är fortfarande pågående. Scotty uppskattas vara det största exemplaret som någonsin påträffats, och tros ha varit åtminstone 28 år gammal med en vikt upp mot 9 ton.[80][81] Skelettet återfinns i T.rex Discovery Centre i Kanada.

## Tyrannosaurusi populärkulturen
Tyrannosaurus har ända sedan de första lämningarna hittades i början av 1900-talet kallats "kungen bland dinosaurier". Det är en position som den fortfarande innehar, trots att man hittat ännu större köttätande dinosaurier. Tyrannosaurus dök bland annat upp på film 1925 i En försvunnen värld och 1933 i King Kong. Den ses även i The Animal World. 1978 blev Tyrannosaurus rovdjuret i filmen Planet of Dinosaurs. Den har också en stor roll i alla Jurassic Park-filmerna. Disney har också med en Tyrannosaurus i sina filmer Fantasia och Familjen Robinson. Tyrannosaurus var även med i filmen Ice Age 3: Det våras för dinosaurierna.
Tyrannosaurus har också haft roller i flera TV-program. 1999 gjorde Tyrannosaurus framträdande för BBC i Dinosauriernas tid och When Dinosaurs Roamed America från 2001. 2002 framlade Jack Horner sin teori om att Tyrannosaurus var en asätare i Valley of the T-Rex. Tyrannosaurus visades några år senare i The Truth About Killer Dinosaurs, där forskarna försöker reda ut sanningen om förhållandet mellan Tyrannosaurus och Triceratops. Tyrannosaurus har också en viktig roll i Förhistoriska parken (2006).